# Bet Din

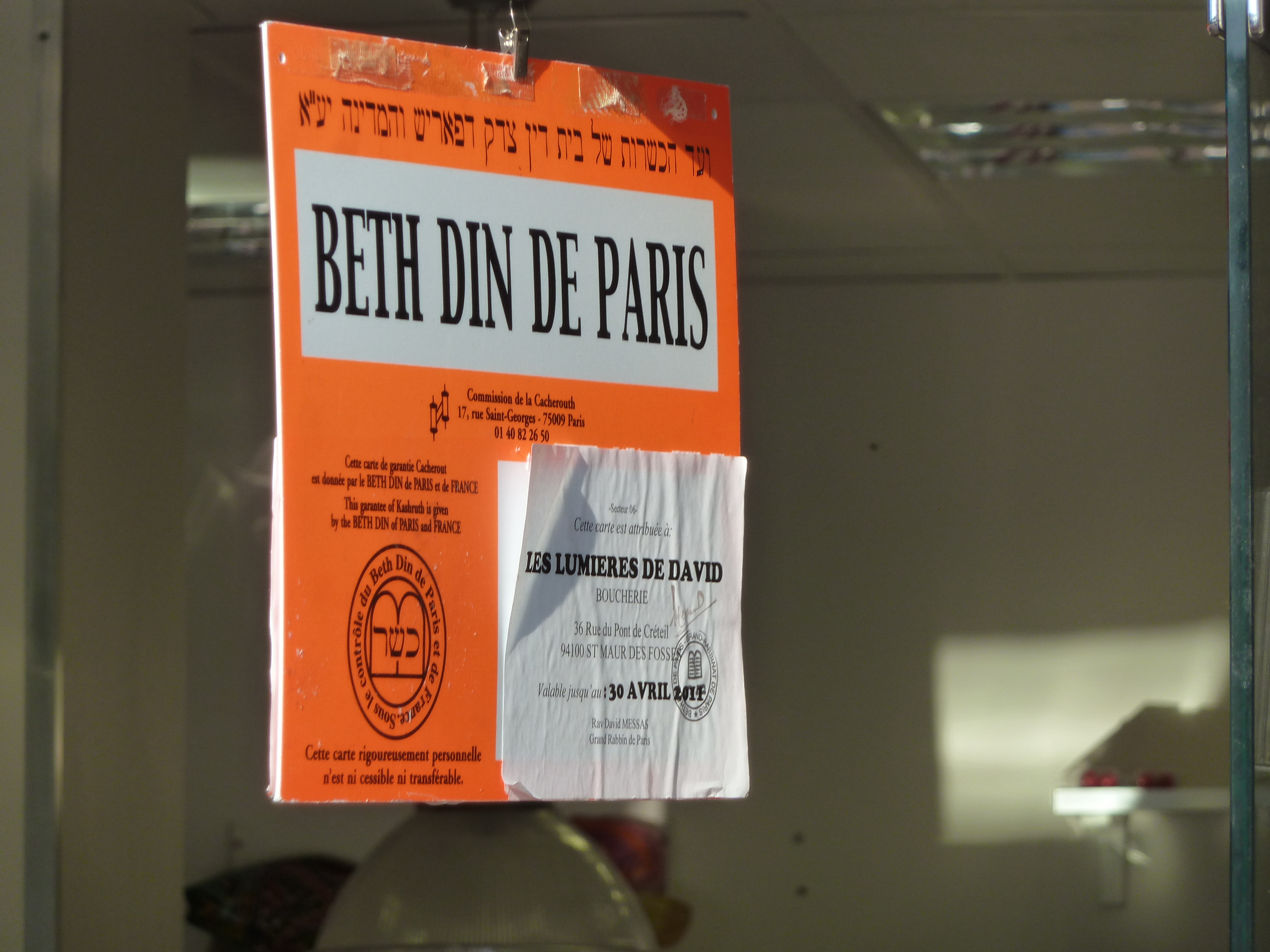
Bet Din de París.

Bet Din és la transliteració de l'hebreu "בית דין", que significa "casa del judici" i designa un tribunal religiós. La forma més coneguda i generalitzada és d'un tribunal compost de rabins, però la institució també existeix amb algunes variacions al judaisme caraïta, una branca del judaisme que tan sols reconeix l'autoritat del Tanakh (l'Antic Testament).

## Origen
La Torà informa que Jetró va aconsellar Moisès que delegés la majoria del seu poder judicial als tribunals de justícia i actués només com a jutge suprem, cosa que va fer ràpidament. Un dels manaments divins que es va informar a Deuteronomi 16:18 és establir jutges i oficials a les portes de totes les ciutats de la terra d'Israel després de la seva conquesta.

## Organització
Tal com explica el Talmud en el tractat Sanedrí, hi ha tres tipus de Bet Din:
- El gran Sanedrí, que és el tribunal suprem format per 71 savis i es troba a Jerusalem, al Temple.
- Els petits Sanedrins, formats per 23 savis i que es troben a cada ciutat. Els petits Sanedrins que viuen a capitals tribals supervisen els altres tribunals del seu territori i són els únics autoritzats a imposar la pena de mort.
- Tribunals senzills formats per tres savis.

Els tribunals jutgen tots els casos coberts per la llei jueva, després d'escoltar testimonis.

## Jutges
Els jutges havien de rebre la Semikhah (transmissió de l'autoritat rabínica per donar assessorament o judici en la legislació jueva) per poder optar a seure en un Bet Din. Aquesta transmissió de l'autoritat judicial mitjançant la imposició de mans va passar de Moisès fins a la destrucció del segon Temple de Jerusalem. A partir d'aquell moment aquesta cerimònia ja no existeix, formalment.
Un gran Bet Din té els següents jutges:
- Av Beth Din (אב בית דין) és el jutge més competent del tribunal.
- Rosh Beth Din (ראש בית דין) presideix el tribunal.
- Dayan (דין) és un simple jutge.
- Khaver Beth Din (חבר בית דין) és un assessor que ofereix la seva experiència tècnica.

En els tribunals petits, un únic jutge és alhora Av i Roch Beth Din.

## Avui dia
L'autoritat d'un Bet Din, als nostres dies, es redueix al domini que li confereix la legislació del país on s'assenta. Per exemple, el Bet Din no té reconeixement oficial a Catalunya mentre jutja assumptes familiars a Israel. El seu paper es redueix a jutjar assumptes rituals, com caixrut, micvé o, especialment, la conversió al judaisme. Malgrat la seva manca de poder coercitiu, els jueus religiosos solen recórrer al Bet Din per solucionar els seus conflictes.
L'únic format de Bet Din actual és el tribunal de tres jutges, integrat per tres rabins, un dels quals ha rebut una formació rabínica de jutge. Per als casos menors, un simple rabí pot envoltar-se de dos religiosos jueus.